# راينر شتادلمن
راينر شتادلمان (24 أكتوبر 1933 - 14 يناير 2019) كان عالم مصريات ألمانيًا. كان يُعتبر خبيرًا في الآثار على هضبة الجيزة.

## السيرة الذاتية
بعد دراسته في نيوبرغ أن دير دوناو في عام 1933، درس شتادلمان علم المصريات والاستشراق وعلم الآثار في جامعة ميونخ. شارك في عامي 1955 و1956 في حفريات معبد الشمس الخاص بالملك وسر كاف من الأسرة الخامسة في أبو صير. تابع دراسته في جامعة هايدلبرغ، حيث كتب في عام 1960 أطروحة الدكتوراه حول الآلهة السورية-الفلسطينية في مصر. كان مساعدًا تقنيًا في هايدلبرغ حتى عام 1967، ثم أصبح مديرًا علميًا في المعهد الأثري الألماني في القاهرة، حيث خدم من 1989 إلى 1998.
منذ عام 1975، كان أستاذًا فخريًا في جامعة هايدلبرغ. شارك في العديد من الحفريات في الفنتين، والأقصر، ودهشور؛ حيث استكشف وكتب عن الهرم المنحني ومعبد الوادي للملك سنفرو. كما افتتح معرضًا جديدًا في المتحف المصري، القاهرة، للاحتفال بمرور 40 عامًا على العمل الأثري الياباني.

## المنشورات المختارة
- Die ägyptischen Pyramiden, vom Ziegelbau zum Weltwunder (الأهرامات المصرية، من بناء الطوب إلى أعجوبة العالم)، ماينز، 1985–1997، إصدارات فون زابيرن (تاريخ الثقافة في العالم القديم، المجلد 30)، (ردمك 3-8053-1142-7)